# Бернард (Айова)
Бернард (англ. Bernard) — місто (англ. city) в США, в окрузі Дюб'юк штату Айова. Населення — 114 особи (2020).

## Географія
Бернард розташований за координатами 42°18′49″ пн. ш. 90°49′54″ зх. д. / 42.31361° пн. ш. 90.83167° зх. д. (42.313581, -90.831720).  За даними Бюро перепису населення США в 2010 році місто мало площу 0,28 км², уся площа — суходіл. В 2017 році площа становила 0,24 км², уся площа — суходіл.

## Демографія
Згідно з переписом 2010 року, у місті мешкало 112 осіб у 50 домогосподарствах у складі 27 родин. Густота населення становила 406 осіб/км².  Було 56 помешкань (203/км²).
Расовий склад населення:
| - 100,0 % — білих |

До двох чи більше рас належало 0,0 %. Частка іспаномовних становила 0,0 % від усіх жителів.
За віковим діапазоном населення розподілялося таким чином: 22,3 % — особи молодші 18 років, 58,9 % — особи у віці 18—64 років, 18,8 % — особи у віці 65 років та старші. Медіана віку мешканця становила 32,5 року. На 100 осіб жіночої статі у місті припадало 107,4 чоловіків;  на 100 жінок у віці від 18 років та старших — 97,7 чоловіків також старших 18 років.
Середній дохід на одне домашнє господарство  становив 59 229 доларів США (медіана — 53 750), а середній дохід на одну сім'ю — 71 350 доларів (медіана — 67 500). За межею бідності перебувало 5,0 % осіб, у тому числі 0,0 % дітей у віці до 18 років та 20,0 % осіб у віці 65 років та старших.
Цивільне працевлаштоване населення становило 85 осіб. Основні галузі зайнятості: виробництво — 34,1 %, роздрібна торгівля — 17,6 %, освіта, охорона здоров'я та соціальна допомога — 11,8 %, транспорт — 8,2 %.